# Анютино (Чувашия)
Аню́тино (чув. Анютино) — посёлок Алатырского района Чувашской Республики. Относится к Алтышевскому сельскому поселению.

## География
Посёлок расположен в 7 км к востоку от районного центра, Алатыря. Ближайшая железнодорожная станция Алатырь там же. Посёлок расположен на левом берегу реки Бездна. Расстояние до центра поселения — 15 км по автодорогам на север.

## История
Посёлок основан в 1890-е годы, первые жители — семья переселенцев из села Знаменское Ардатовского уезда, следующие семьи — из одноимённого села Анютино Ардатовского уезда. Согласно подворной переписи 1911 года, в посёлке Анютинский Выселок проживало 17 семей. Все хозяйства арендовали землю, в основном пашню. Имелось 24 взрослых лошади и 11 жеребят, 27 коров и 17 телят (а также 9 единиц прочего КРС), 95 овец и коз и 3 свиньи. Почва преобладала супесчаная и песчаная, сеяли озимую рожь и яровые овёс, просо и лён и сажали картофель. Из сельскохозяйственных орудий имелось 10 плугов. 25 мужчин занимались лесозаготовками, ещё 5 человек — другими промыслами.
Название Анютинские Выселки посёлок носил до 1927 года. В 1931 году появился колхоз «Красное Анютино». К 1941 году проведена телефонная связь с райцентром. После Великой Отечественной войны колхоз переименован в «Маяк», затем он объединён с колхозом «Красная Звезда». Последний позже носил название «Путь Ильича», а с 1981 года — «Знамя». Последнее название коллективное сельскохозяйственное предприятие с центром в посёлке Анютино носит до сих пор.

### Административная принадлежность
До 1927 года посёлок относился к Алатырской волости Алатырского уезда, позже — Алатырского района. Посёлок был центром Засурско-Безднинского сельсовета (в 1935–39 годах назывался Засурским), ныне включённого в Алтышевское сельское поселение.

## Население
| 2010 | 2012 |
| ---- | ---- |
| 98   | ↗122 |

Число дворов и жителей:
- 1911 год — 17 дворов, 74 мужчины, 61 женщина, из них 16 грамотных и учащихся[4].
- 1926 год — 26 дворов, 81 мужчина, 64 женщины.
- 1939 год — 38 дворов, 221 человек.
- 1979 год — 120 человек.
- 2002 год — 46 дворов, 115 человек: 55 мужчин, 60 женщин, русские (45 %) и мордва (44 %)[6].
- 2010 год — 42 частных домохозяйства, 98 человек: 46 мужчин, 52 женщины[2].

## Современное состояние
В посёлке функционируют фельдшерский пункт, клуб, библиотека, отделение связи, магазин.